# 側尾蠕蛇鰻
側尾蠕蛇鰻，為輻鰭魚綱鰻鱺目糯鰻亞目蛇鰻科的其中一種，分布於印度太平洋區，從東非、紅海至迪西島海域，棲息深度1-26公尺，棲息在礁石平台、潟湖，體長可達35公分，屬肉食性，生活習性不明。

## 擴展閱讀
維基物種上的相關：側尾蠕蛇鰻